# Michael Beuther
Michael Beuther, född 18 oktober 1522, död 27 oktober 1587, var en tysk humanist och historiker.
Beuther studerade bland annat i Wittenberg under Martin Luther och Philipp Melanchthon. Han blev professor i historia i Strassburg och författade en mängd skrifter i olika vetenskaper, särskilt historia och juridik. Flera innehåller uppgifter om nordiska förhållanden, vilka han genom sina kontakter med Henrik Rantzau var väl bekant med. Bland Beuthers skrifter märks biografier över de danska kungarna av Oldenburgska huset och över medlemmar av släkten Rantzau samt flera stora krönikeverk, där han bland annat behandlar nordiska sjuårskriget.